# Luis Asprilla
Pour les articles homonymes, voir Asprilla.
Luis Asprilla, né le 6 décembre 1977 à Cali (Colombie), est un footballeur colombien, qui évoluait au poste de défenseur central au Deportivo Pereira, au Deportes Tolima, au Real Cartagena, à l'América Cali, au Club Olimpo, à Millonarios, à l'Atlético Bucaramanga, à Emelec, au Cúcuta Deportivo et au Depor FC ainsi qu'en équipe de Colombie.
Asprilla ne marque aucun but lors de son unique sélection avec l'équipe de Colombie en 2001.

## Carrière de joueur

### Clubs
- 1996-1997 :  Deportivo Pereira
- 1998-1999 :  Deportes Tolima
- 2000 :  Real Cartagena
- 2000-2004 :  América Cali
- 2004-2005 :  Club Olimpo
- 2006 :  Millonarios
- 2007 :  Atlético Bucaramanga
- 2007 :  Emelec
- 2008 :  Millonarios
- 2008 :  Cúcuta Deportivo
- 2009 :  Depor FC

### Palmarès

#### En équipe nationale
- 1 sélection et 0 but avec l'équipe de Colombie en 2001

#### Avec l'América Cali
- Vainqueur du Championnat de Colombie en 2000, 2002 et 2000 (Tournoi d'ouverture)